# Мезорегија Приједор
Мезорегија Приједор је једна од нодално-функционалних регија Републике Српске према Просторном плану овог ентитета и обухвата сљедеће општине:
- Општина Козарска Дубица
- Општина Костајница
- Општина Крупа на Уни
- Општина Нови Град
- Општина Оштра Лука
- Град Приједор